# 대한민국 민법 제246조
대한민국 민법 제246조는 점유로 인한 동산소유권의 취득기간에 대한 민법 물권법 조문이다.

## 조문
第246條(占有로 因한 動産所有權의 取得期間) ① 10年間 所有의 意思로 平穩, 公然하게 動産을 占有한 者는 그 所有權을 取得한다.
②前項의 占有가 善意이며 過失없이 開始된 境遇에는 5年을 經過함으로써 그 所有權을 取得한다.

## 참고 문헌
- 오현수, 일본민법, 진원사, 2014. ISBN 978-89-6346-345-2
- 오세경, 대법전, 법전출판사, 2014 ISBN 978-89-262-1027-7
- 이준현, LOGOS 민법 조문판례집, 미래가치, 2015. ISBN 979-1-155-02086-9

## 같이 보기
- 시효취득